# Daisy de Galard
Pour les articles homonymes, voir Galard, Gourcuff et Daisy.
Daisy de Galard, née Marguerite de Gourcuff le 4 novembre 1929 à Tendron (Cher),, morte le 6 janvier 2007, est une journaliste et productrice de télévision française.

## Biographie
Rare femme diplômée de l'École supérieure de journalisme de Paris à l'époque, elle est recrutée par Hélène Lazareff et entre en 1952 au magazine féminin Elle. Elle fait ses premières armes sur des sujets divers, puis prend en charge la rubrique des « Échos de la semaine ». Elle est la rédactrice en chef de 1972 à 1975.
Simultanément à son activité journalistique, de 1965 à 1971, elle produit l'émission mensuelle de télévision Dim, Dam, Dom sur la deuxième chaine de l'ORTF, avec dans son équipe les photographes Fouli Elia et Peter Knapp, ainsi que le journaliste Michel Polac. Par la suite, elle présente l'émission Cinémalice et Cinéastes de leurs temps. Elle est nommée pour trois ans comme personnalité qualifiée au Haut Conseil de l'audiovisuel en août 1976.
Elle devient membre du conseil d'administration de TF1, puis directrice à Gaumont où elle gère les productions télévisées, avant de fonder sa propre maison de production, Angel International, en 1984.
Daisy de Galard fait partie de la Commission nationale de la communication et des libertés (CNCL) de 1986 à 1989, puis du Conseil supérieur de l'audiovisuel (CSA) qui lui succède, de 1989 à 1995. Elle est membre du conseil d'administration de Radio France de 1996 à 2006.
Elle épouse le 18 août 1956 le journaliste Hector de Galard (1921-1990). Elle épouse en secondes noces le 27 juillet 1990 l'homme politique Olivier Guichard.
Elle est nommée chevalier de la Légion d'honneur en 1978, puis promue officier en 2006.
Elle repose dans la chapelle de Fontenay, à Tendron (Cher).